# 金志超

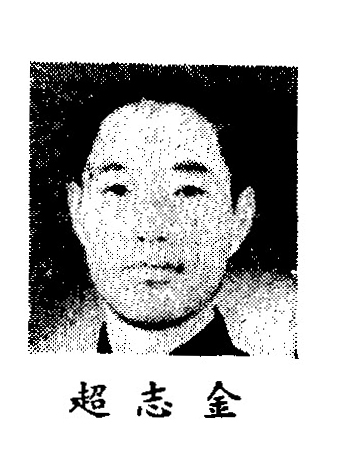
金志超

金志超（1907年—？），别号卓民，卓索图盟喀喇沁右翼旗（今内蒙古自治區喀喇沁旗）人。中華民國大陸時期政治人物，第一屆中華民國國民大會代表。

## 生平
清朝光绪三十三年（1907年），金志超出生。后来他从北京蒙藏专门学校毕业。此后，曾任蒙古各盟旗驻南京办事处总干事。 1940年12月起，历任第二、三、四届国民参政会参政员。